# Ted Leo
Ted Leo, de son vrai nom Theodore Francis Leo, est un chanteur, auteur-compositeur et guitariste américain né le 11 septembre 1970 à South Bend. Ted a un band Ted Leo and the Pharmacists et il est le frère de Chris Leo de Native Nod, The Van Pelt, The Lapse et Vague Angels.

## Biographie
Leo est né à South Bend, Indiana et a grandi à Bloomfield, New Jersey. Ses frères, Chris et Danny Leo, sont aussi chanteurs-compositeurs. Ils ont fait partie des groupes Native Nod, the Lapse, the Van Pelt, Vague Angels et Holy Childhood,.